# Incubo ad alta quota
Incubo ad alta quota (Final Descent) è un film per la televisione statunitense del 1997 diretto da Mike Robe. Il film ha avuto un seguito dal titolo Final Run - Corsa contro il tempo del 1999.

## Trama
Il pilota della Quest Airlines Glen Singer é costretto a mantenere il controllo dell'aereo che è stato colpito a mezz'aria da un altro aereo per evitare che venga distrutta, nonostante il carburante stia finendo e la pressione dell'aria e della cabina stia diminuendo.